# Cletodes spinulipes
Cletodes spinulipes är en kräftdjursart som beskrevs av Por 1967. Cletodes spinulipes ingår i släktet Cletodes och familjen Cletodidae. Inga underarter finns listade i Catalogue of Life.